# Katie Malliff
Katie Malliff (* 19. April 2003 in Wendover) ist eine englische Squashspielerin.

## Karriere
Katie Malliff sicherte sich bereits bei den Junioren in allen Altersklassen den Titel bei den englischen Meisterschaften. 2022 wurde sie mit einem Sieg gegen Hannah Chukwu Europameisterin der Juniorinnen. Bereits ab 2021 begann Malliff regelmäßig auf der PSA World Tour zu spielen und gewann auf dieser bislang vier Turniere. Der erste Titelgewinn gelang ihr im März 2022 in Val-de-Reuil nach einem Finalsieg gegen Marta Domínguez. Mit dem Turniersieg qualifizierte sich Malliff außerdem für die Weltmeisterschaften, bei denen sie in der ersten Runde gegen Joshna Chinappa ausschied. Der zweite Titelgewinn gelang ihr im Oktober 2022 in Uster, als sie erneut Marta Domínguez im Endspiel bezwang. Ihre höchste Platzierung in der Weltrangliste erreichte sie mit Rang 26 am 3. Februar 2025.

## Erfolge
- Gewonnene PSA-Titel: 4